# Гонсалес, Хосе Луис
Хос́е Луи́с Гонса́лес Да́вила (исп. José Luis González Dávila; 14 сентября 1942, Селая, Гуанахуато — 8 сентября 1995, Мехико) — мексиканский футболист, участник чемпионатов мира (1966, 1970).

## Биография

### Клубная карьера
Гонсалес на протяжении девяти сезонов играл за «УНАМ Пумас», в котором был лидером клуба и капитаном команды, хотя при этом «пумы» за эти годы не выиграли ни одного трофея.
В 1971 году перешёл в «Толуку», в котором отыграл три сезона, являясь при этом капитаном клуба. Гонсалес завершил карьеру в этой же команде в 1974 году в возрасте 29 лет.

### Карьера в сборной
В составе сборной Мексики принимал участие в футбольном турнире Олимпиады 1964 года, а также на ЧМ-1966 и ЧМ-1970. Всего за сборную Мексики сыграл 41 матч, в которых забил 4 гола.

### Смерть
Скоропостижно скончался 8 сентября 1995 года в возрасте 52 лет, не дожив 6 дней до 53-летия.